# Quadraforma
Quadraforma is een geslacht van vlinders van de familie snuitmotten (Pyralidae), uit de onderfamilie Epipaschiinae.

## Soorten
- Q. anthimusalis (Schaus, 1925)
- Q. maroniensis Hampson, 1916
- Q. mianalis Felder, 1875
- Q. obliqualis Hampson, 1906
- Q. seminigralis Hampson, 1916